# Gherla
Gherla er en by i Cluj distrikt, Transsylvanien i Rumænien. Gherla har 19.873(2021) indbyggere.